# Winifred Jordan
Winifred Jordan (Reino Unido, 15 de marzo de 1920) fue una atleta británica especializada en las pruebas de 100 m y 200 m, en las que consiguió ser subcampeona europea en 1946.

## Carrera deportiva
En el Campeonato Europeo de Atletismo de 1946 ganó la medalla de plata en los 100 metros, llegando a meta en un tiempo de 12.1 segundos, tras la soviética Yevgeniya Sechenova y por delante de la francesa Claire Bresolles, y también la plata en 200 metros, con un tiempo de 25.6 segundos, de nuevo tras la soviética Yevgeniya Sechenova, y por delante de la francesa Léa Caurle.